# Synoikia
Dans la Grèce antique, les Synoikia (en grec : Συνοίκια), Synœsies ou Métoikia sont des fêtes célébrées à Athènes en commémoration de la concorde (synœcisme) établie par Thésée entre les cités de l'Attique et leur union autour d'un seul foyer et d'un seul prytanée. Elles ont lieu le 16 du mois d'Hécatombeion et précédaient les Panathénées. On y fait un sacrifice à la Paix.